# تيمورلو (أسكو)
تيمورلو هي قرية في مقاطعة أسكو، إيران. يقدر عدد سكانها بـ 94 نسمة بحسب إحصاء 2016.